# Hundestrand
Als Hundestrand bezeichnet man Strände, an denen das Mitnehmen von Hunden ausdrücklich erlaubt ist. Hundegesetze oder naturschutzrechtliche Regelungen verbieten an vielen Stellen das Mitnehmen von Hunden.

## Deutschland

### Niedersachsen
Viele Strände in Niedersachsen verfügen über Hundesrände bzw. eigentlich Strandabschnitte, an den Hunde, in der Regel aber nur angeleint, erlaubt sind, z. B. am Strand Hooksiel oder auch am Strand Schillig.

### Schleswig-Holstein
In Schleswig-Holstein ist die Einrichtung von Hundestränden in der Verwaltungsvorschrift zum Hundegesetz des Landes Schleswig-Holstein geregelt. Während das Hundegesetz von 2016 in § 3 Abs. 3 Satz 1 Nr. 3 die Mitnahme von Hunden an „Badeanstalten sowie Badestellen an Oberflächengewässern“ verbietet, werden in der Verwaltungsvorschrift diese Ausnahmen geregelt.
In der Zeit vom 1. April bis zum 31. Oktober dürfen Hunde nicht an Badeplätze an Meeresstränden mitgenommen werden, was sich aus § 32 Abs. 2 des Landesnaturschutzgesetzes (LNatSchG) ergibt. Danach können unter bestimmten Bedingungen Hundestrände im Sinne einer Sondernutzung nach § 34 LNatSchG eingerichtet werden. Weiter heißt es in dem Erlass: „An Stränden von Binnengewässern ist eine solche Ausnahme nicht möglich.“

### Mecklenburg-Vorpommern
Während die Hundehalterverordnung aus dem Jahr 2000 in § 3 Abs. 1 verbietet, gefährliche Hunde an Badestellen mitzunehmen, regeln oft örtliche Satzungen ein Verbot für Hunde an Stränden und die Ausnahme in Form von Hundestränden. Einige Beispiele sind Satzungen für Heringsdorf (Usedom), Zingst (Darß) und Nienhagen.

## Frankreich
Insbesondere im Sommer besteht in Frankreich an den meisten Stränden ein ausdrückliches Hundeverbot.